# Macromitrium gracile
Macromitrium gracile là một loài Rêu trong họ Orthotrichaceae. Loài này được (Hook.) Schwägr. mô tả khoa học đầu tiên năm 1823.